# Саммит G-20 в Буэнос-Айресе
Саммит G-20 в Буэнос-Айресе — 13-й саммит лидеров стран «Большой двадцатки», который проходил в Буэнос-Айресе 30 ноября—1 декабря 2018 года.

## Участники саммита

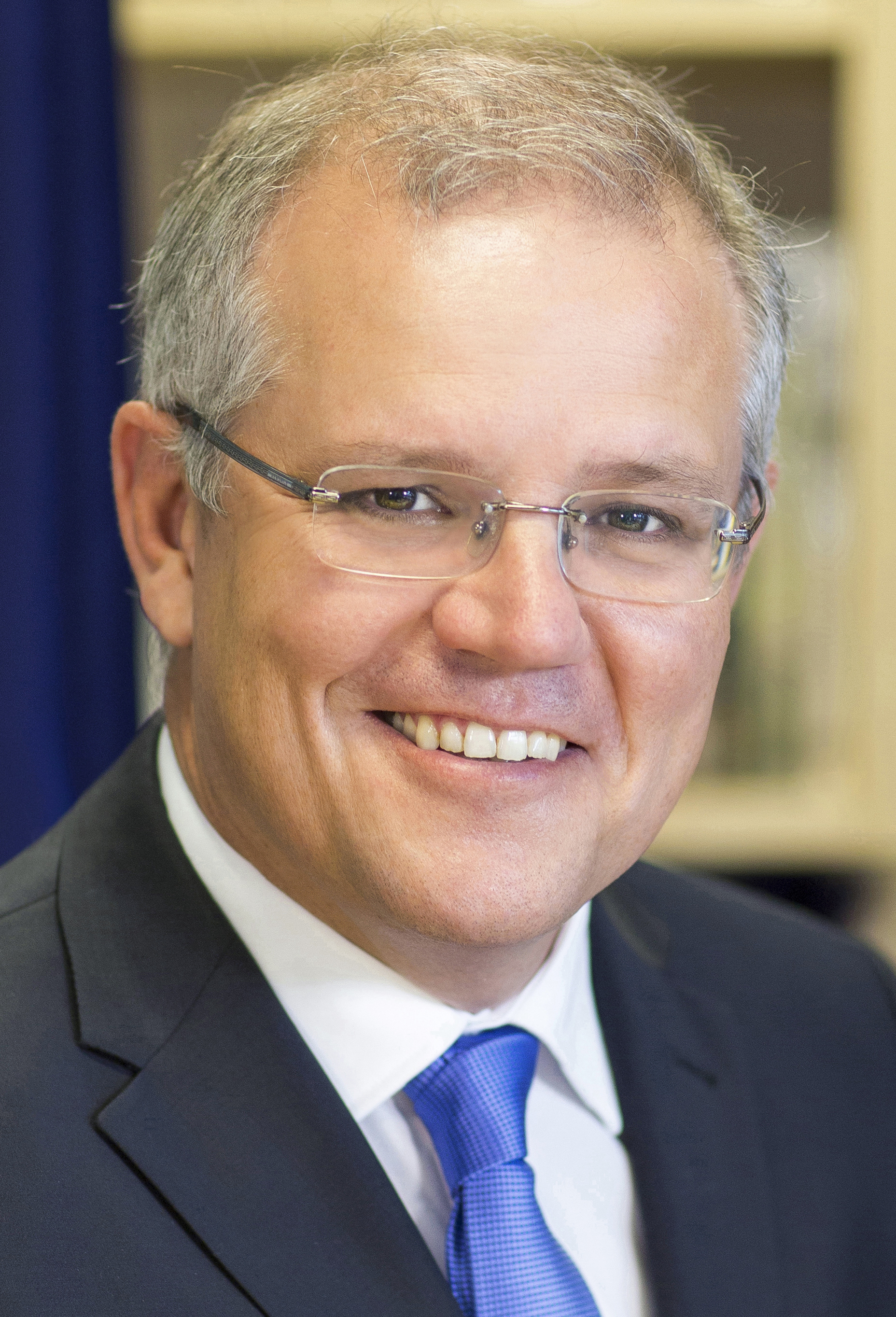
Австралия Скотт Моррисон, Премьер-министр
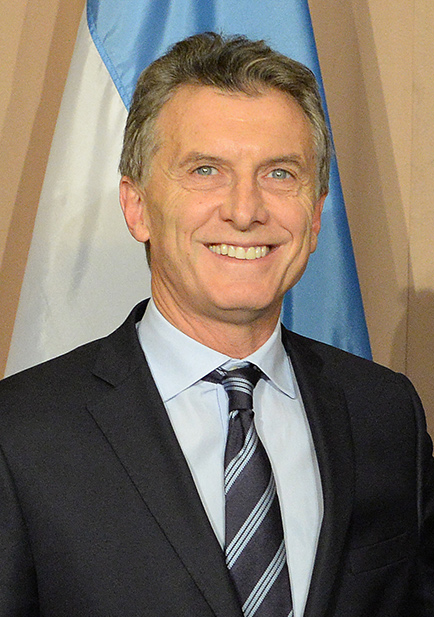
Аргентина Маурисио Макри, Президент, Хозяин саммита
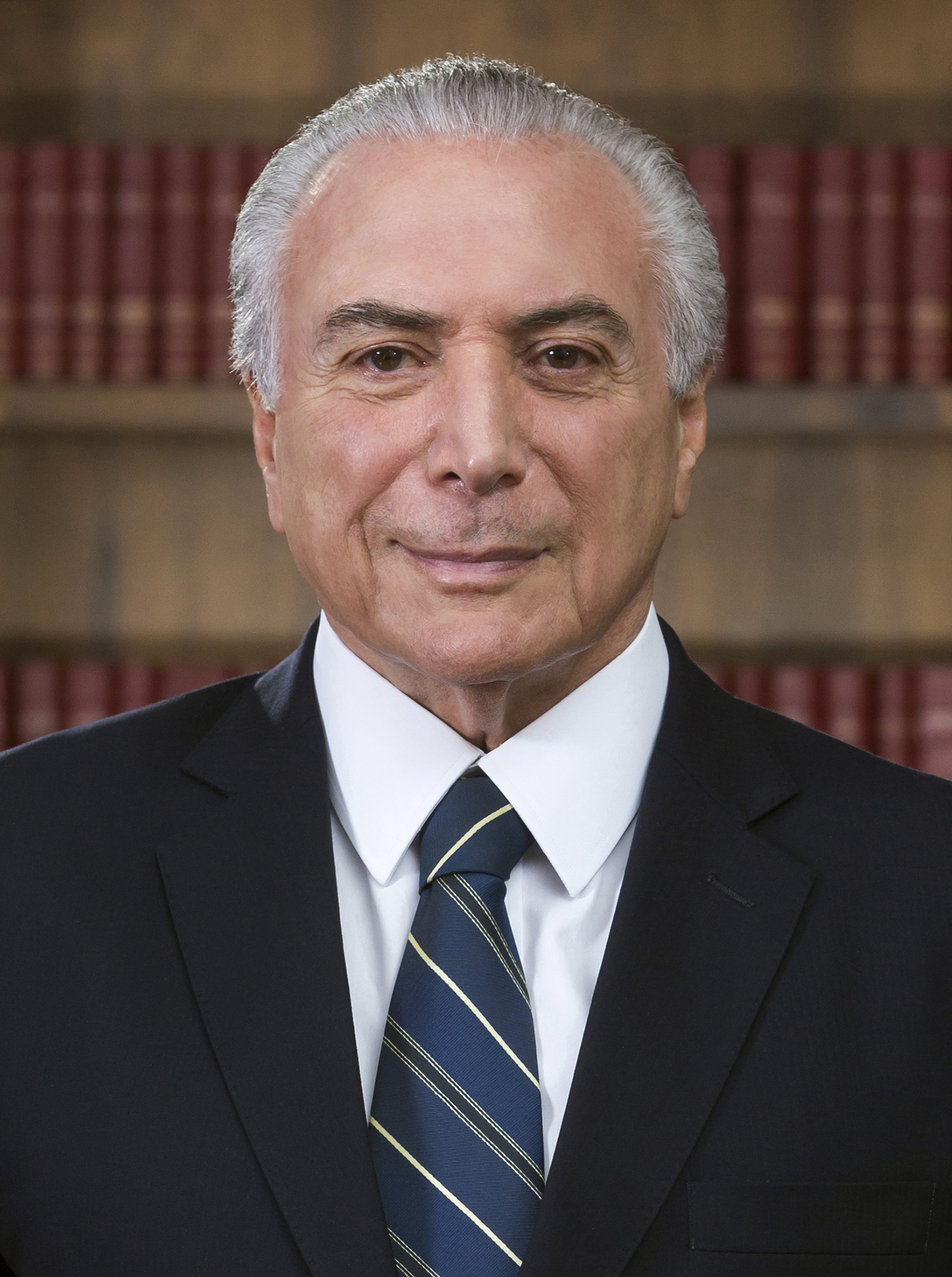
Бразилия Мишел Темер, Президент
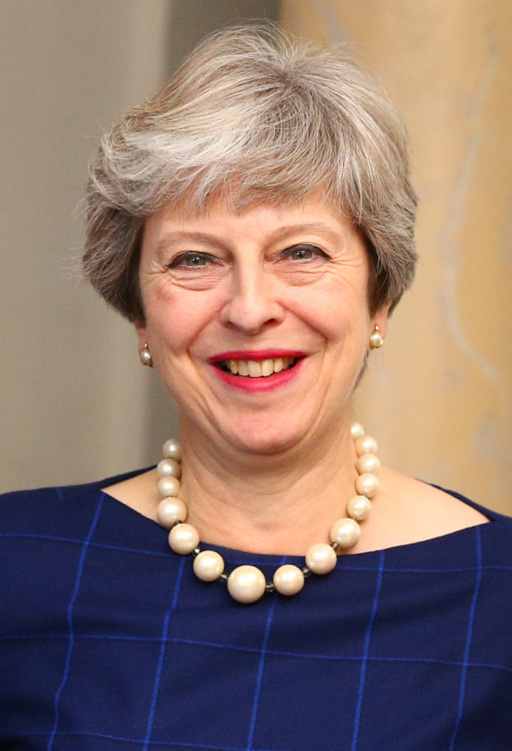
Великобритания Тереза Мэй, Премьер-министр
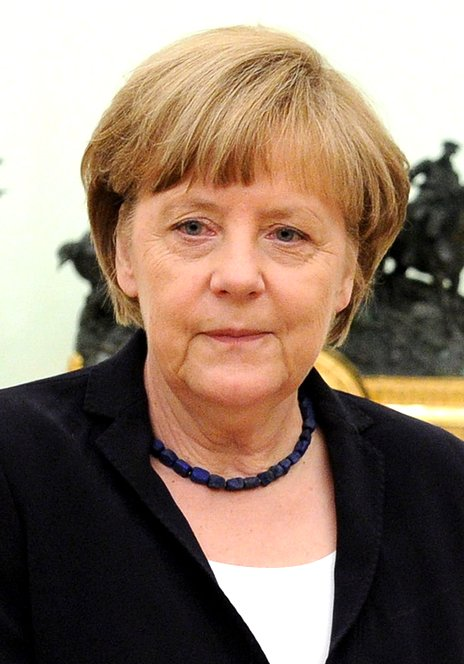
Германия Ангела Меркель, Канцлер
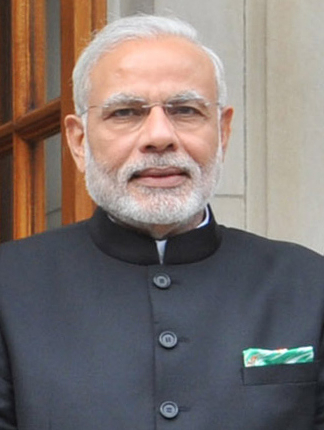
Индия Нарендра Моди, Премьер-министр
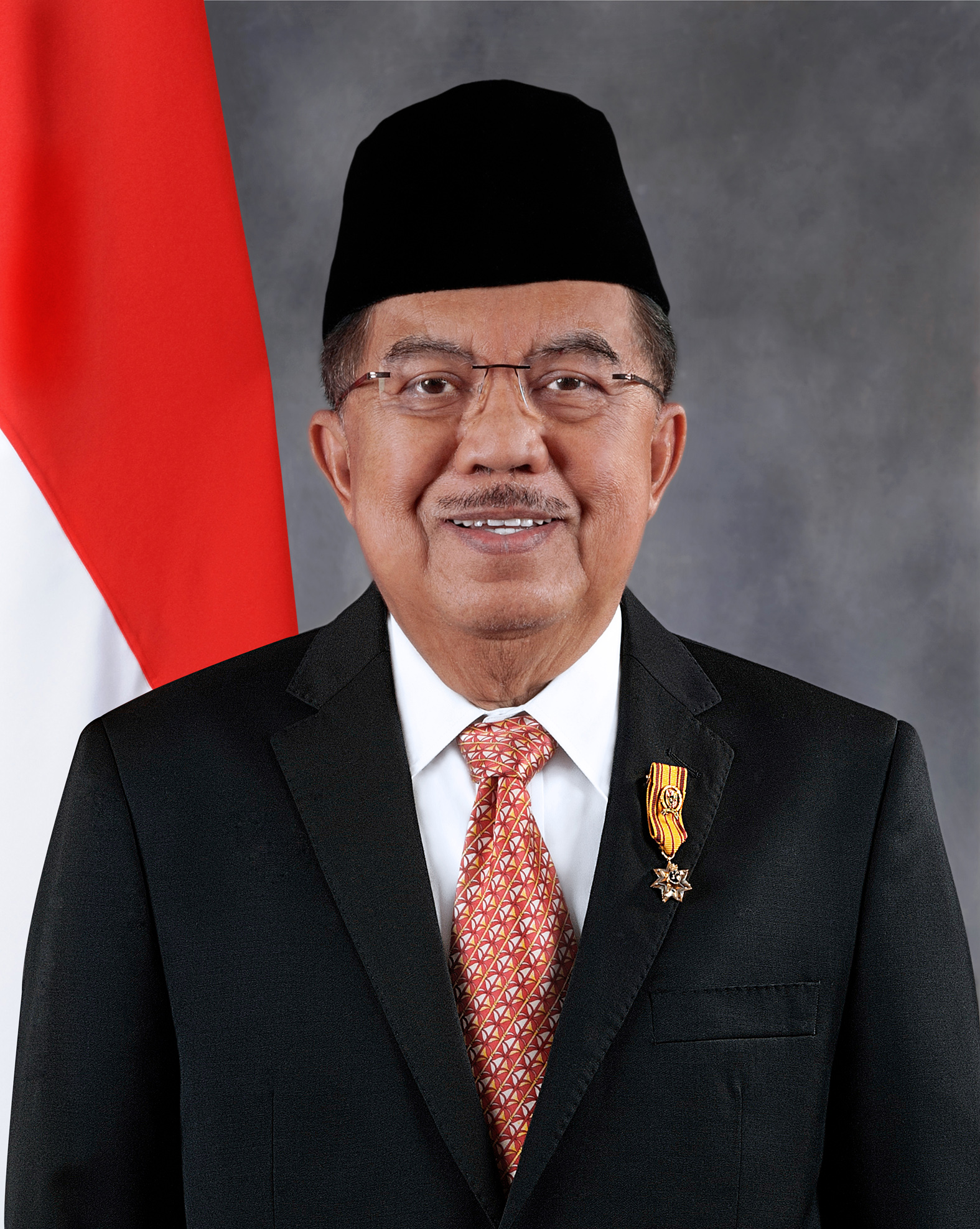
Индонезия Юсуф Калла, Вице-президент
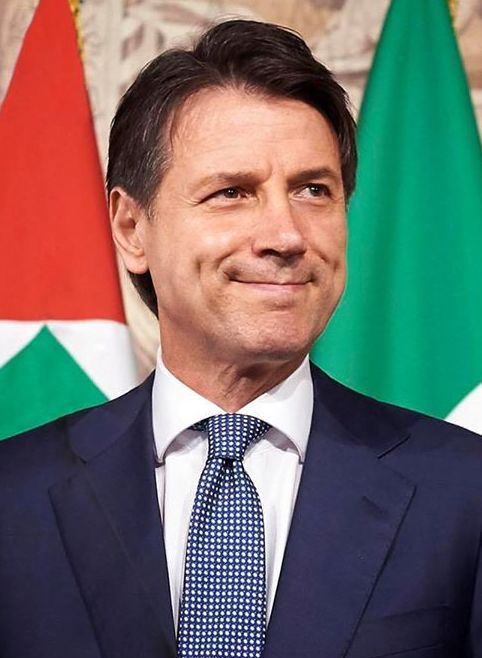
Италия Джузеппе Конте, Премьер-министр
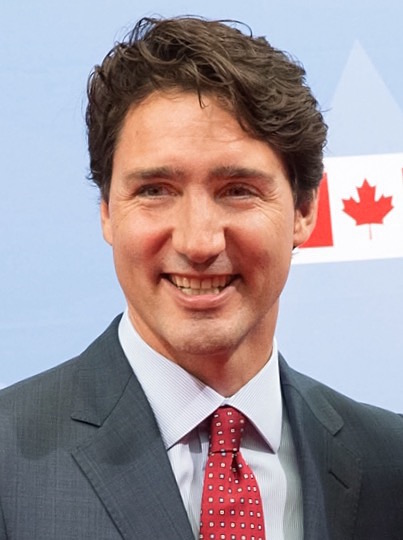
Канада Джастин Трюдо, Премьер-министр
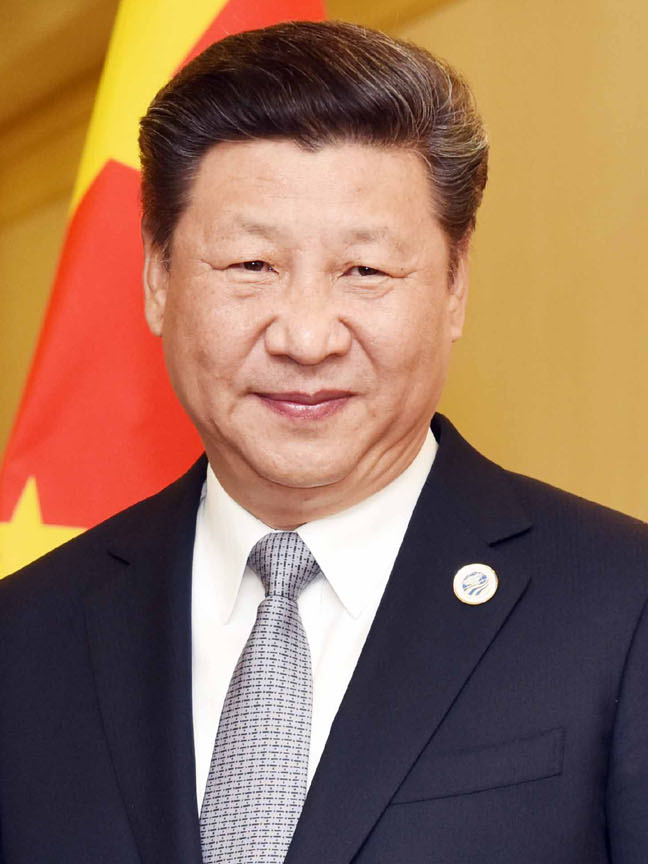
Китай Си Цзиньпин, Председатель
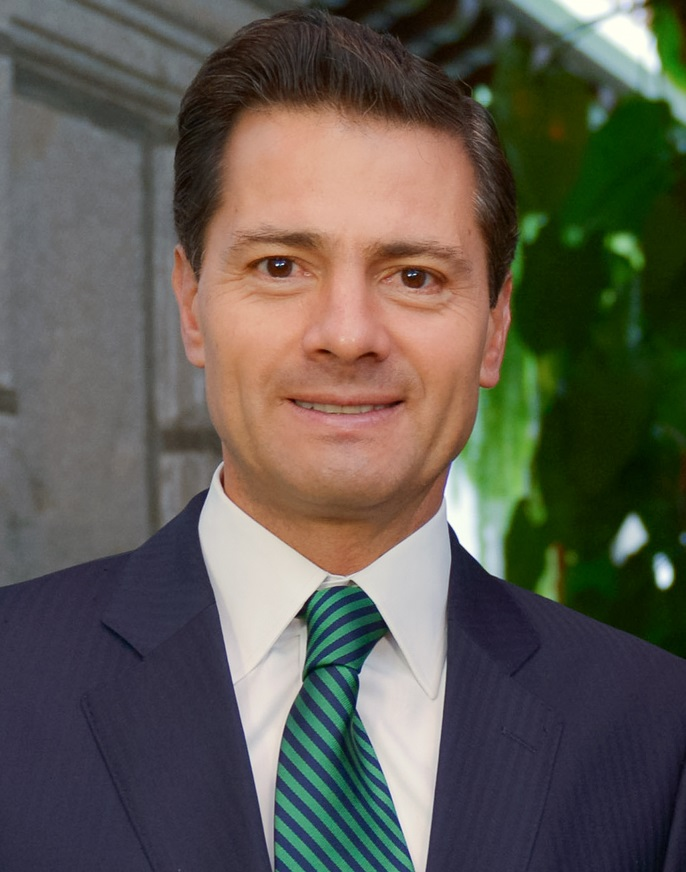
Мексика Энрике Пенья Ньето, Президент
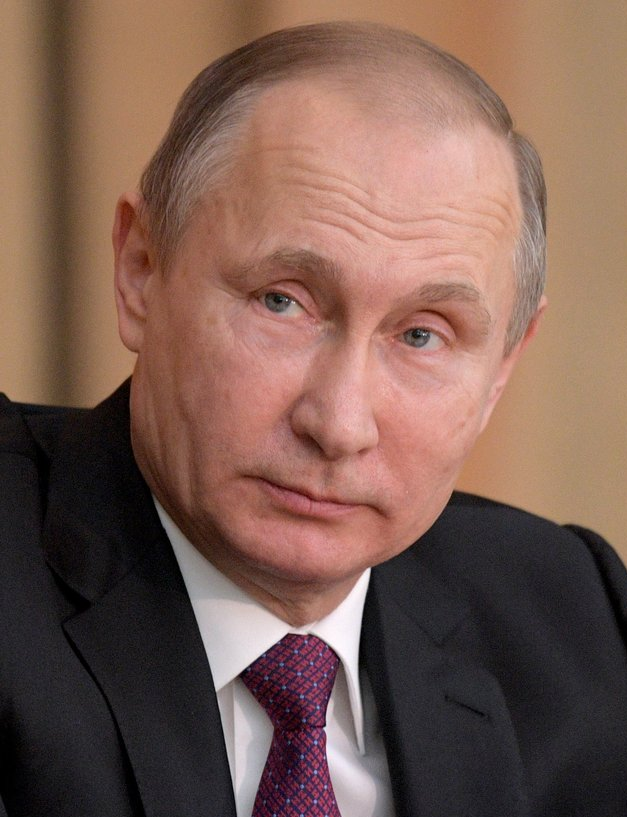
Россия Владимир Путин, Президент
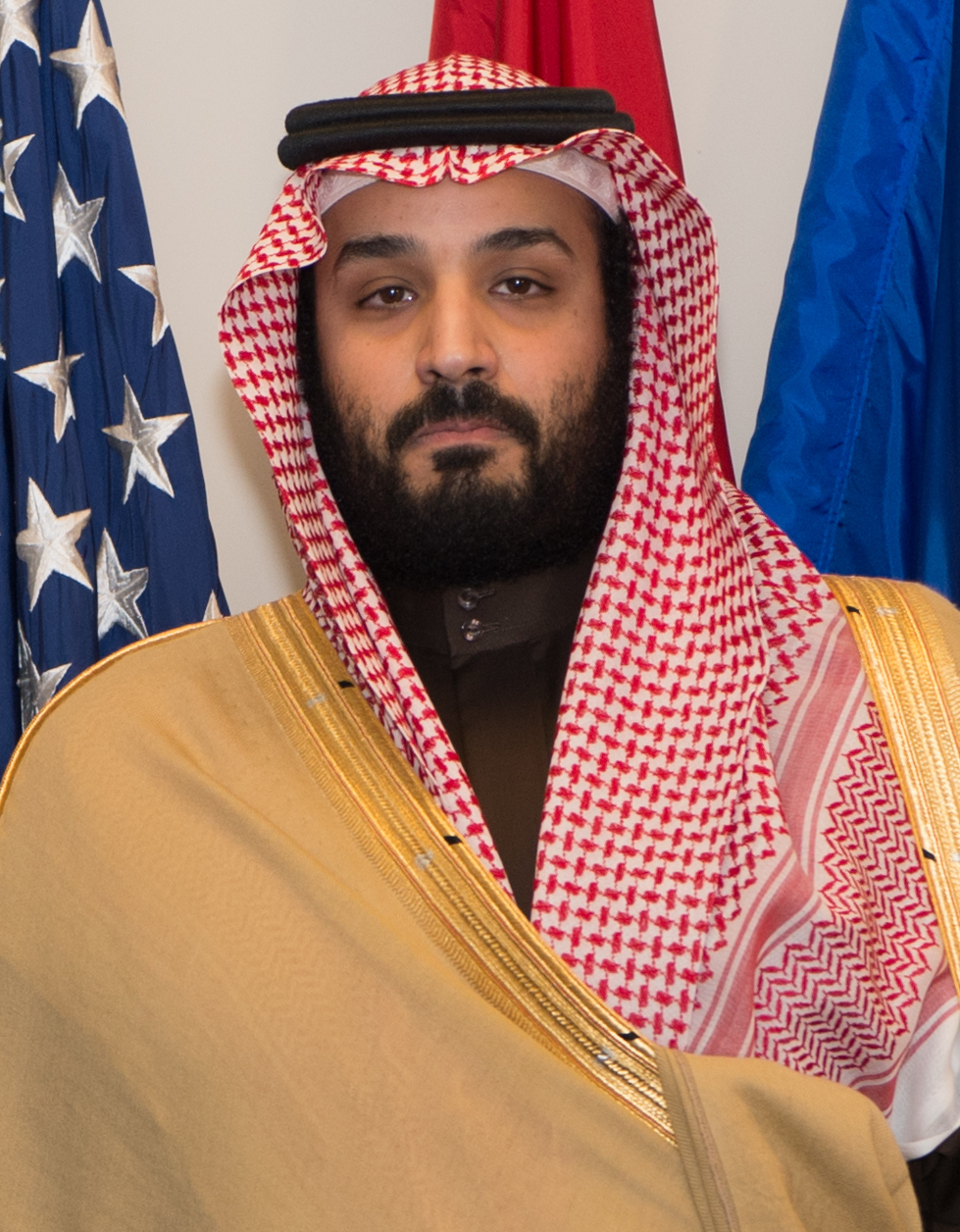
Саудовская Аравия Мухаммед ибн Салман Аль Сауд, кронпринц
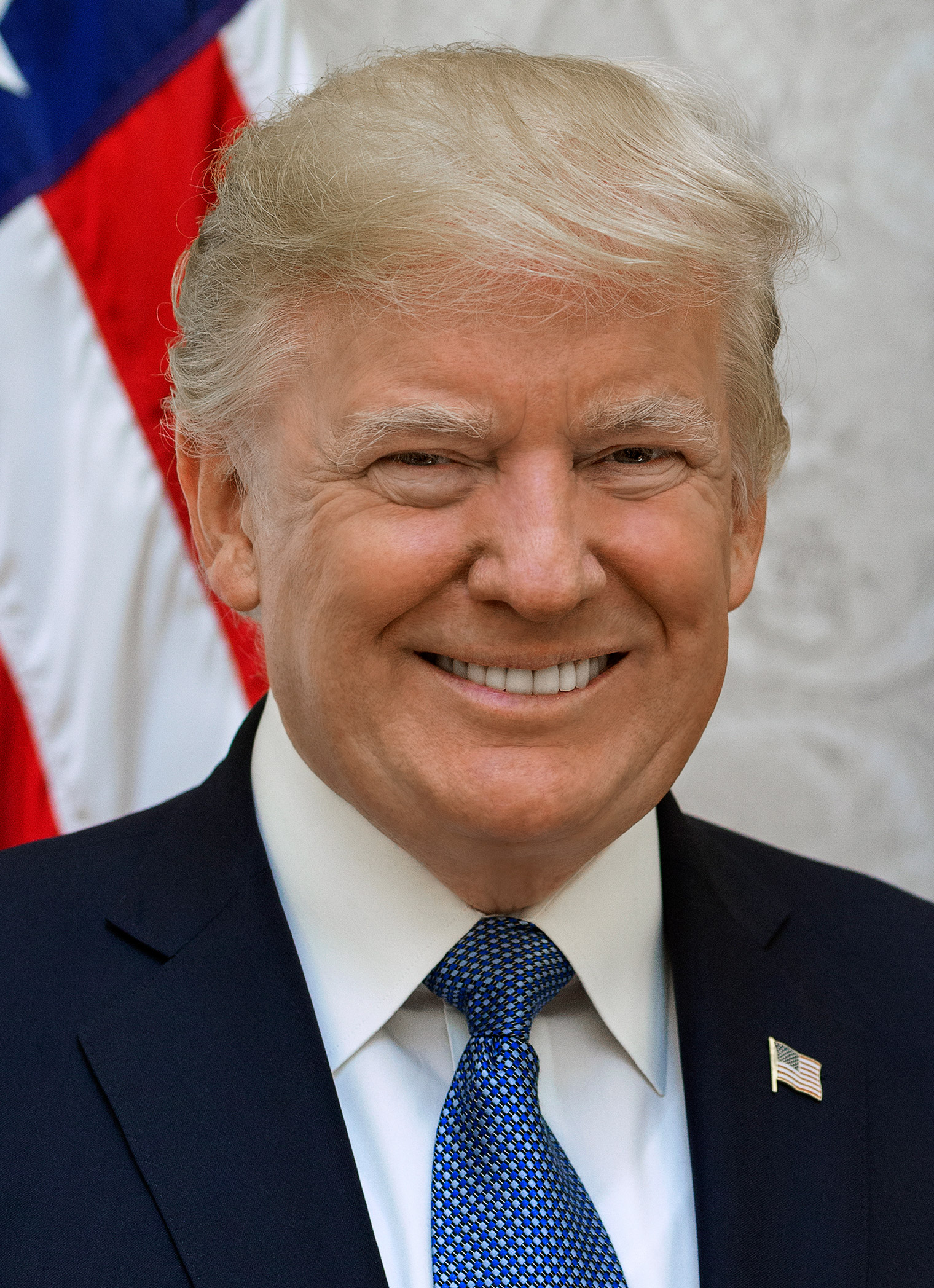
США Дональд Трамп, Президент
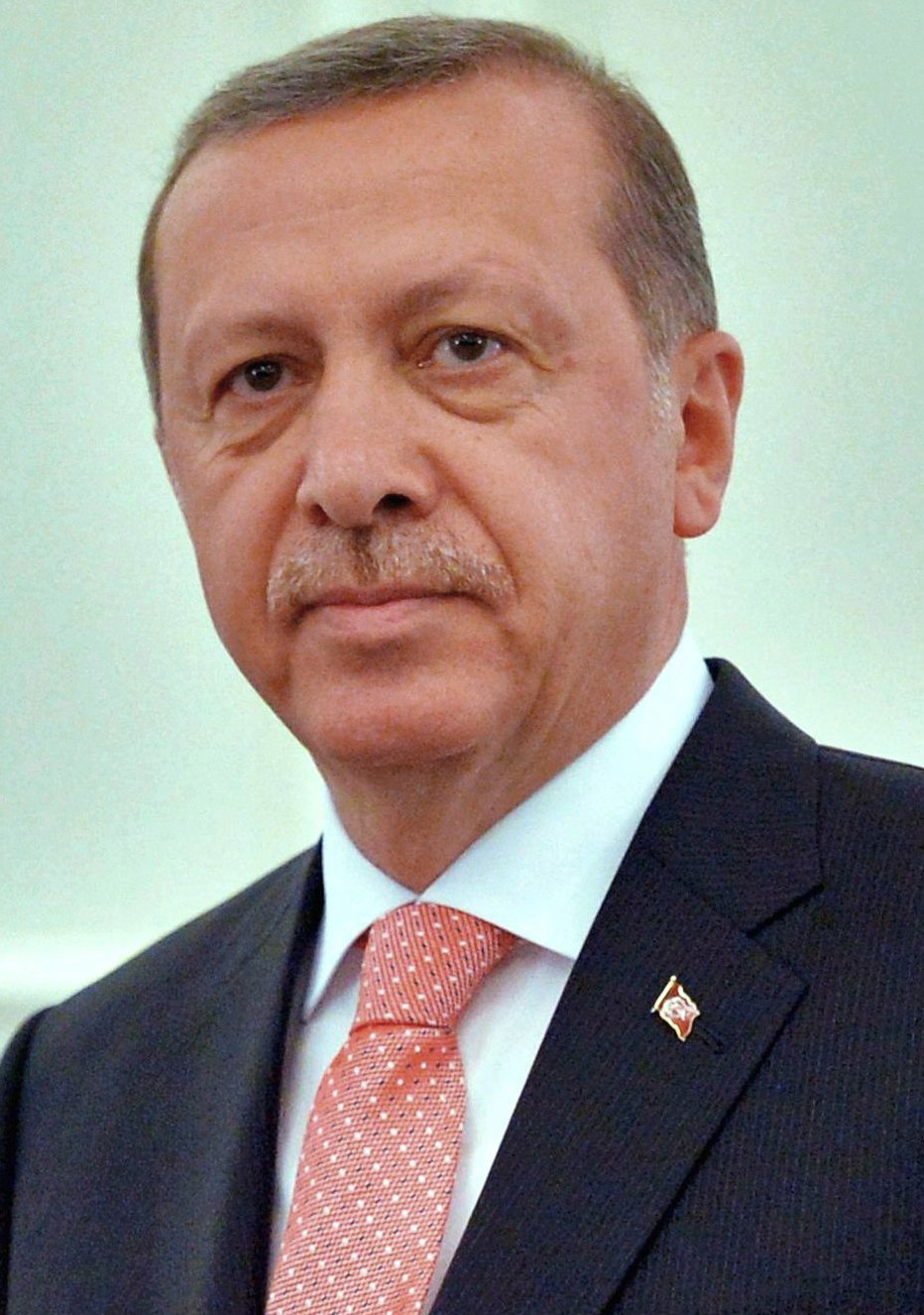
Турция Реджеп Эрдоган, Президент
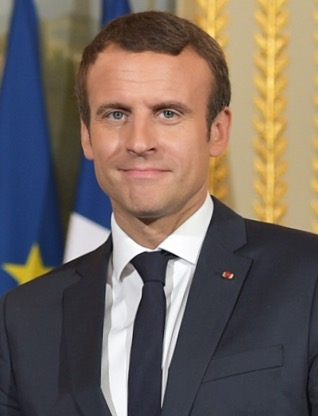
Франция Эмманюэль Макрон, Президент
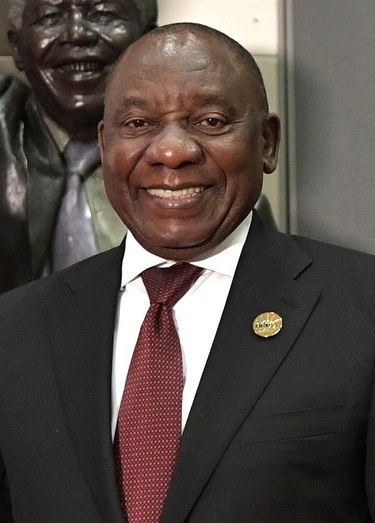
Южно-Африканская Республика Сирил Рамафоса, Президент
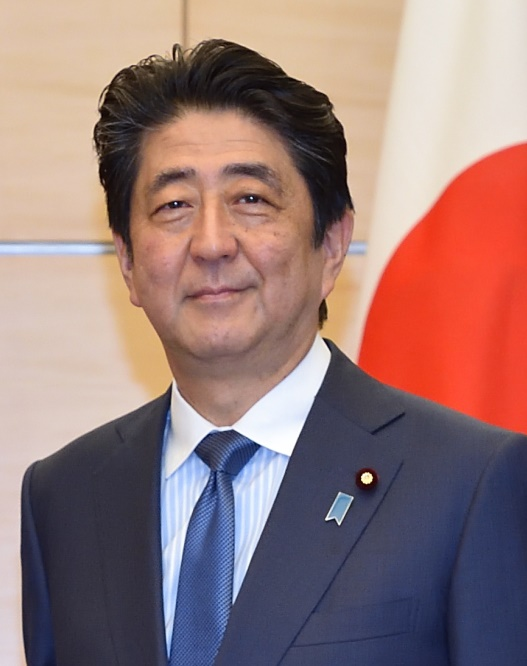
Япония Синдзо Абэ, Премьер-министр
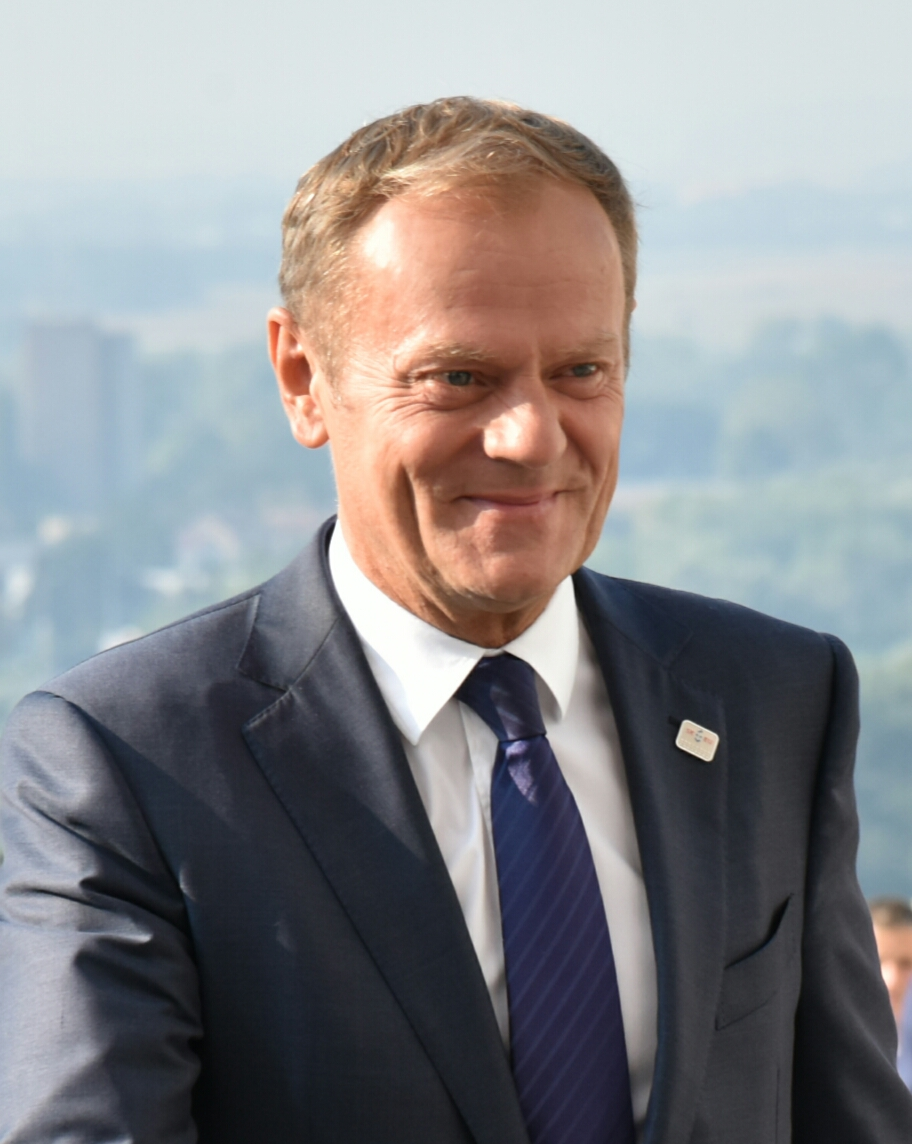
Дональд Туск, Председатель Европейского совета
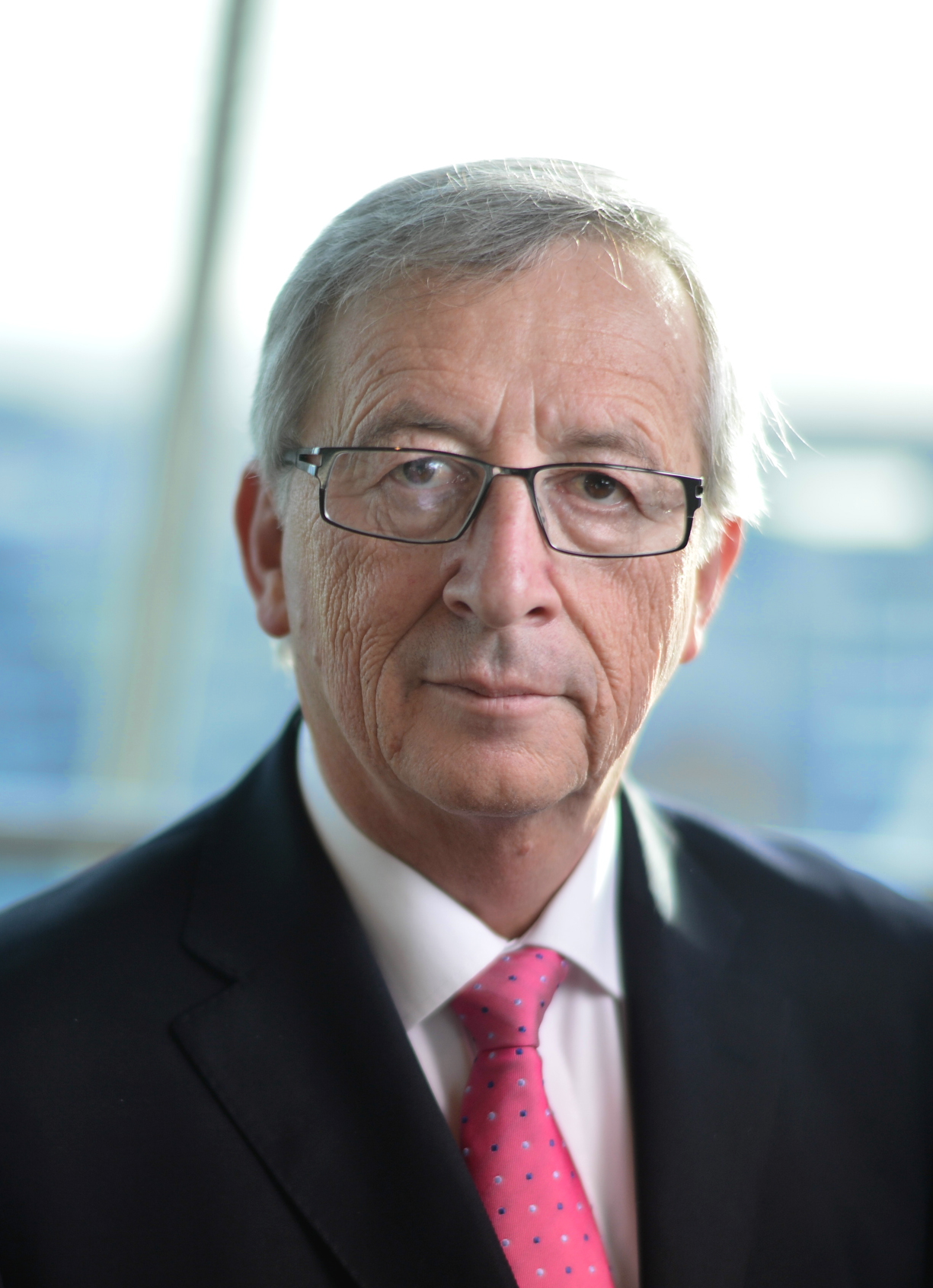
Жан-Клод Юнкер, Председатель Европейской комиссии

### Приглашены в качестве гостей
В качестве принимающей страны Аргентина пригласила дополнительные страны и международные организации по своему усмотрению для участия в заседаниях G20.
- Испания — Педро Санчес, премьер-министр
- Нидерланды — Марк Рютте, премьер-министр
- Руанда — Поль Кагаме, президент, в 2018 году председатель Африканского союза
- Сенегал — Маки Саль, президент, в 2018 году председатель Нового партнёрства в интересах развития Африки
- Сингапур — Ли Сянь Лун, премьер-министр, в 2018 году председатель Ассоциации государств Юго-Восточной Азии (АСЕАН)
- Чили — Себастьян Пиньера, президент
- Ямайка — Эндрю Холнесс, премьер-министр, в июле-декабре 2018 года — председатель Карибского сообщества

Вместо престарелого короля Саудовской Аравии Салмана ибн Абдул-Азиз Аль Сауда, страну на саммите представлял наследный принц Мухаммед ибн Салман Аль Сауд, которого обвиняют в убийстве журналиста Джамаля Хашогджи в саудовском посольстве в Турции.
Избранный президент Бразилии Жаир Болсонару из-за проблем со здоровьем отказался от поездки на саммит G20, куда его пригласил уходящий президент Мишел Темер (полномочия которого истекают 31 декабря).

## Ход саммита
С президентом Франции Эммануэлем Макроном произошёл курьёзный случай: по прибытии в аэропорт из-за ошибки в протоколе его никто не встретил. Макрон не растерялся и спустившись по трапу поздоровался с двумя служащими аэропорта в жёлтых жилетах, что удивительным образом стало намёком на проходящие во Франции беспрецедентные беспорядки «жёлтых жилетов».
Федеральный канцлер Германии Ангела Меркель пропустила первый день саммита из-за технической неисправности правительственного самолёта.
Дональд Трамп в последний момент отменил ожидаемую встречу с Владимиром Путиным после ознакомления с инцидентом в Керченском проливе, в результате которого Россия перехватила три украинских корабля с 24 моряками, пытавшихся без разрешения пройти через Керченский пролив в Азовское море. На встрече планировалось обсудить всю проблематику отношений двух стран, включая вмешательство России в президентские выборы 2016 года, вопросы контроля над вооружением в свете выхода США из Договора о ликвидации ракет средней и меньшей дальности, ситуацию на Ближнем Востоке, и в частности в Сирии. Два президента проигнорировали друг друга перед совместным фотографированием лидеров G20 и даже не поздоровались. Это стало одной из главных тем в СМИ. Не пообщались они и на представлении в театре «Колон». Впрочем, во второй день саммита краткая беседа состоялась. Путин разъяснил Трампу ситуацию, связанную с инцидентом в проливе. Эта тема также обсуждалась с А. Меркель и Э. Макроном.
Главы США, Мексики и Канады на саммите подписали новое торговое соглашение USMCA (The United States — Mexico — Canada Agreement), которое пришло на смену Североамериканской зоне о свободной торговле (NAFTA).

## Итоги
На официальном сайте саммита сказано, что его главная тема — справедливое и устойчивое развитие стран-членов организации.
После рабочей встречи Трампа и председателя КНР Си Цзиньпина президент США согласился отложить ввод драконовских тарифов на китайские экспорт в США (они могли быть подняты с 10 до 25 % с января 2019 года).
В совместном итоговом коммюнике саммита G20 содержатся обещания приступить к процессу пересмотра устава и порядка работы Всемирной торговой организации. Подчёркивается, что любые реформы ВТО должны основываться на уважении к международному праву. Впервые за всю историю «Большой двадцатки» её лидеры признали тот факт, что ВТО не достигает тех целей, ради которых она была создана, и нуждается в реформировании.
Все участники, за исключением США, подтвердили намерение продолжать выполнение Парижских соглашений по изменению климата. США объявили о выходе из соглашения на прошлом саммите в Гамбурге. 
Обозреватели называют итоги саммита самыми слабыми за всю историю G20, но отмечают, что коммюнике хотя бы удалось согласовать. Ранее на встречах «Большой семерки» и стран Азиатско-тихоокеанского региона из-за возражений Дональда Трампа итоговое заявление даже не удалось выпустить.
В итоговом заявлении не были затронуты самые острые текущие политические проблемы: захват украинских кораблей в Керченском проливе и убийство журналиста Джамаля Хашогги в саудовском консульстве.
Трамп отменил итоговую пресс-конференцию в знак уважения к семье покойного президента Джорджа Буша-старшего, скончавшегося 30 ноября. Это решение позволило Трампу избежать неудобных для него вопросов не столько по саммиту, сколько по поводу расследования спецпрокурора Мюллера по делу о российском вмешательстве в выборы, которое вступает в завершающую стадию, и признания экс-адвоката Трампа Коэна, что он соврал при даче показаний Конгрессу. Это, возможно, и стало одной из главных причин отмены встречи с Путиным.